# Magdiwang
Magdiwang est une localité de la province de Romblon, aux Philippines. En 2015, elle compte 14 142 habitants.